# Institut de Voluntaris de Puerto Rico
L'Institut de Voluntaris de Puerto Rico (en castellà: Instituto de Voluntarios de Puerto Rico) fou una milícia fundada el 1864, formada per civils per la defensa de la perifèria de Puerto Rico de revoltes locals i invasions estrangeres.
Establert pel governador Félix María de Messina, el 23 de desembre de 1864 es creà el primer batalló de voluntaris a la capital com a reemplaçament de les tropes de l'exèrcit espanyol enviades a la Guerra de Santo Domingo i per prevenir qualsevol intent separatista a l'illa, sota el comandament de José Ramon Fernández, (1808-1883) nomenat marqués de La Esperanza pels seus serveis el 1869. A partir dels successos del Crit de Lares el 1868 l’Institut de voluntaris va arrelar amb motiu de les pors als intents separatistes.

## Funcionament
L'ingrés als batallons era voluntari però un cop jurada la bandera tenien el mateix règim i codi militar de l'exèrcit. Inicialment els voluntaris es caracteritzaven per la seva lleialtat a la Corona Espanyola i tenien l'obligació d'afiliar-se al Partido Incondicionalmente Español, exclusiu per als espanyols, encara que cap a la segona meitat del segle xix es van obrir a persones insulars d'ascendència europea (criolls). El seu armament consistia en fusells Remington reformats proveïts per l'exèrcit regular. Els uniformes així com la resta de la parafernàlia militar era pagada pels mateixos voluntaris. La majoria de batallons van usar uniformes confeccionats a cada poble de procedència però tots amb bocamànigues i colls de color verd.

## Reglament de 1869
El 5 d’agost de 1869 el governador José Laureano Sanz y Posse creà un reglament que establia com a principis rectors del cos: la defensa del territori, la protecció dels interessos públics i el manteniment de l’ordre. El reglament de 1869 tingué una configuració castrense i establí una dependència amb la màxima autoritat militar de l'illa.

## Guerra Hispano-Estatunidenca 1898
Reorganitzat en catorze batallons arrel de l'aprovació del nou reglament de 1888, l'Institut de Voluntaris de Puerto Rico no va lluitar durant la Guerra hispano-estatunidenca del 1898, ni la majoria dels seus aproximadament 8.000 membres donaren suport a l'exèrcit regular espanyol en la seva defensa de l'illa. Aquest fet es produí partir de l’ordre del governador general de Puerto Rico, Tinent general Manuel Macías y Casado, perquè tots els voluntaris s'integressin en l'exèrcit regular sense tenir en compte el seu rang oficial o distinció. L'Institut de Voluntaris, format per l'elit mercantil i terratinent de l'illa (com Manuel Egozcue Cintrón, Rafael Janer i Soler, Francisco J. Marxuach, Pompeu Oliu i Marxuach i Narcís Vall-llobera i Feliu), va considerar una injustícia i indignitat el fet d'haver de lluitar al costat dels homes reclutats en els esglaons més baixos de la societat colonial espanyola.
Altres factors que van contribuir a la inacció dels voluntaris a la guerra foren els indicis de canvi en les possessions imperials d'Espanya; els intents tardans de les Corts Espanyoles en l'establiment d'un govern insular autonomista el 1897; els esforços sagnants i ineficaços d'Espanya a posar fi a la Guerra dels Deu Anys; i els objectius expansionistes no dissimulats dels EUA, juntament amb el suport als grups assimilacionistes i insurrectes de dins de l'illa i exteriors des dels EUA.
Addicionalment, en el moment de la invasió de l'illa per parts dels EUA el 25 de juliol de 1898, els Voluntaris i la resta de població de Puerto Rico era coneixedora que l'exèrcit espanyol a Cuba s'havia rendit i que la flota de l'almirall Patricio Montojo y Pasarón a les Filipines havia quedat pràcticament destruïda a la batalla de Cavite. D'altra banda, l'exèrcit regular d'Espanya no oposà molta resistència per a Puerto Rico. Així els integrants de l'Institut de Voluntaris, amb poques excepcions, no estigueren disposats a assumir riscos en una guerra que es considerava perduda.

### Batallons
L’any 1898 estaven constituïts per una Plana Major formada per un Comandant, tres Capitans, dos primers tinents, quatre Segons Tinents, un metge i un farmacèutic. La seva força activa estaba formada per 14 batallons d’infanteria i la companyia a l'illa de Vieques.
Relació de batallons l’any 1897:
| Num. Batalló | Poblacions                                                   | Tinent Coronel, 1r cap                    |
| ------------ | ------------------------------------------------------------ | ----------------------------------------- |
| 1            | San Juan                                                     | Pedro Arzuaga                             |
| 2            | Bayamón - Toa Baja - Vega Baja - Corozal                     | Juan Pidal y Ginard                       |
| 3            | Río Piedras - Buena Vista - Carolina - Río Grande - Luquillo | Manuel González                           |
| 4            | Arecibo - Hatillo - Manatí - Camuy - Barceloneta             | Vicente Caballero y de las Cuevas Quevedo |
| 5            | San Sebastián - Aguadilla - Isabela                          | Víctor Mártinez y Mártinez                |
| 6            | Mayagüez - Naranjito - Hormigueros                           | Salvador Suau i Mulet                     |
| 7            | Maricao - Las Marías - San Germán - Añasco                   | Luis Zuzuarregui Aguirre                  |
| 8            | Sabana Grande - Yauco - Peñuelas                             | Manuel Rodríguez Soto                     |
| 9            | Ponce                                                        | Dimas de Ramery y Zuzuarregui             |
| 10           | Juana Díaz - Coamo - Aibonito - Barranquitas                 | Marcelino Torres Zayas                    |
| 11           | Guayama - Arroyo - Cayey - Cidra                             | Mateo Amorós i Alsina                     |
| 12           | San Lorenzo (antigament Hato Grande)                         | Ulpiano Valdés Peña                       |
| 13           | Humacao - Naguabo - Yabucoa                                  | Fermín de Thomas Rossi                    |
| 14           | Utuado - Adjuntas - Ciales                                   | José Blanco Fernández                     |